# Killing in the Name
Killing in the Name är en sång av det amerikanska rapmetalbandet Rage Against the Machine från deras självbetitlade debutalbum. Låten släpptes som förstasingel från albumet i november 1992.
Vid den ursprungliga utgivningen blev singeln 25:a på UK Singles Chart. I december 2009 gick den åter upp på listan, nu som 1:a. Anledningen var en lyckad internetkampanj för att förhindra den årliga The X Factor-vinnarens singel att nå förstaplaceringen under den prestigefyllda veckan innan julhelgen, något som då skett fyra år i rad. 
Sången innehåller skarpa anklagelser om rasism inom poliskåren (till exempel i den inledande meningen "some of those that work forces are the same that burn crosses", en referens till Ku Klux Klan). Detta var vid tiden för låtens tillkomst ett mycket hett ämne i bandets hemstad Los Angeles, i och med kravallerna 1992.
På den ursprungliga singeln ingick förutom "Killing in the Name" också spåren "Darkness" och "Clear the Lane".